# Partícula Oh-My-God
A partícula Oh-My-God, (em português: partícula Ah-Meu-Deus) foi um raio cósmico de ultra-alta energia detectado na noite de 15 de outubro de 1991, pelo Observatório de Raios Cósmicos da Universidade de Utah, nas instalações do Exército dos Estados Unidos, no estado de Utah. A observação desse raio foi um choque para os astrofísicos (daí o nome), que estimou a sua energia para aproximadamente 3×1020 eV ou 3×108 TeV. Esse valor de energia é 20 milhões de vezes maior do que a mais alta energia medida em radiação eletromagnética emitida por um objeto extragaláctico e 1020 (100 quintilhões) vezes maior que a energia do fóton da luz visível. Portanto, a partícula era um núcleo atómico com uma energia cinética de 48 joules, equivalente a  uma bola de beisebol de 142 g em locomoção a uma viagem de aproximadamente 26 m/s (94 km/h).
Essa partícula tinha tanta energia cinética que estava viajando a ~99,999999999999999999999510% da velocidade da luz. Como resultado, o fator de Lorentz era ~ 3.2×1011. Essa medida é tão próxima da velocidade da luz que se um fóton estivesse viajando junto com a partícula, levaria mais de 215 mil anos para que o fóton ultrapassasse a partícula em um centímetro.
A energia dessa partícula é cerca de  40 milhões vezes maior que a maior energia de próton produzida por um acelerador de partículas terrestre. Entretanto, numa possível interação com um próton ou nêutron na Terra, apenas uma pequena fração dessa energia  estaria disponível, permanecendo a maior parte da energia na forma de energia cinética dos produtos da interação. A energia disponível efetiva  para esse  tipo de colisão é {\displaystyle \textstyle {\sqrt {2Emc^{2}}}}, onde E é a energia  da partícula e mc2 é a massa-energia do próton. Para a partícula Oh-My-God, isso  dá 7.5×1014 eV, cerca de 60 vezes a energia de colisão do  Grande Colisor de Hádrons.
Ainda que a energia da partícula seja maior que qualquer energia atingida em aceleradores terrestres, seu valor é em torno de 40 milhões de vezes menor que a Energia de Planck. Partículas com tamanha energia seriam requeridas em estudos para explorar a escala de Planck. Um próton com essa energia viajaria a uma velocidade 0,00000000000000000000049% menor que c, mais rápido que a partícula Oh-My-God. Visto da Terra, levaria em torno de 3.579×1020 anos, ou 2.59×1010 vezes a atual idade do universo, para um fóton ultrapassar um centímetro sobre um próton com a energia de Planck.
Desde a primeira observação, pelo menos quinze outros eventos similares foram registrados, confirmando o fenômeno. Esses raios cósmicos de partículas de energia ultra-alta são muito raros. A maioria das partículas de raios cósmicos tem energia entre 10 MeV e 10 GeV. Estudos mais recentes do projeto Telescope Array sugerem uma fonte dessas partículas dentro de uma zona quente a 20 graus da direção da constelação Ursa Major.